# 三條利喜江
三條 利喜江（さんじょう りきえ、1912年10月8日 - 没年不詳）は、日本の女優。本名は内藤 喜久子（ないとう きくこ）。別名は三條 利喜枝（読み同じ）。

## 来歴・人物
1912年10月8日、東京府東京市小石川区（現在の東京都文京区）に生まれる。京華高等女学校（現在の京華女子中学高等学校）卒業後、新劇協会を振り出しに新劇女優として活躍する。
1938年、森本薫の原作を石田民三が監督した東宝映画京都撮影所製作の映画『花ちりぬ』に、花井蘭子の母で、動乱の幕末期に揺れ動く祇園のお茶屋「まつ由」の女将・とみ役で助演。新しい時代に夢を膨らませる娘と対照的に、廓で生まれ舞妓から芸者になり、祇園の生活に愛着を断ち切れぬままに時代の波に飲み込まれていく悲劇の女を好演して注目された。その甲斐があって同年10月、東宝へ入社し、多くの作品に脇役で出演した。
戦後も引き続き東宝に所属し、全体的に地味な役が多いが堅実な演技で助演した。しかし、1968年の松林宗恵監督映画『続・社長繁盛記』を最後に芸能界を引退した。ただし、ほとんどの資料では『続・社長三代記』を最後に引退したと記載されているが、本作は1958年の公開であり、かつ三條は未出演である。引退後の消息は明らかになっていない。没年不詳。

## 出演作品
- からゆきさん（1937年、P.C.L.） - まつ
- 禍福（1937年、P.C.L.） - 母
- ドレミハ大学生（1938年、東宝映画東京） - 夫人
- 花ちりぬ（1938年、東宝映画京都） - とみ
- むかしの歌（1939年、東宝映画京都） - お辻
- ロッパの頬白先生（1939年、東宝映画東京） - その妻
- 忠臣蔵（1939年、東宝映画東京） - 夕霧太夫
- 喧嘩鳶（1939年、東宝映画東京） - 女中おまつ
- 花つみ日記（1939年、東宝映画東京）
- 白蘭の歌（1939年、東宝映画東京） - カフェーのマダム
- 蛇姫様（1940年、東宝映画東京） - お種
- そよ風父と共に（1940年、東宝映画京都）
- 新妻鏡（1940年、東宝映画東京） - 醍醐の女中
- 支那の夜（1940年、東宝映画東京） - 荒田の小母さん
- 金語楼の噫無情（1940年、東宝映画東京）
- 女の街（1940年、東宝映画京都） - その女房
- 電撃息子（1940年、東宝映画京都） - その妻
- 兄の花嫁（1941年、東宝映画東京） - 仲人
- 人生は六十一から（1941年、東宝映画東京） - そのおかみさん
- 白鷺（1941年、東宝映画東京） - 結髪
- 維新前夜（1941年、大宝映画） - 東湖の妻・里子
- 男の花道（1941年、東宝映画） - 芸妓
- あさぎり軍歌（1943年、東宝映画） - 母・ひろ
- 楽しき哉り人生（1944年、東宝） - 妻・まさ
- 最後の帰郷（1945年、大映） - お繁の母
- 野良犬（1949年、新東宝） - 支配人の妻
- 暁の追跡（1950年、新東宝） - 厚化粧の女
- 銀座化粧（1951年、新東宝）
- 無国籍者（1951年、東横映画） - 少女を預かる婆さん
- 極楽六花撰（1951年、東宝） - 上州屋おかみ
- ラッキーさん（1952年、東宝） - その奥さん・直子
- 夕焼け富士（1952年、新東宝） - 母・いと
- 夫婦（1953年、東宝） - 横山房子
- 午前零時（1953年、東宝） - ミネ
- 続・浮雲日記（1953年、東宝） - 河内の女将
- 亭主の祭典（1953年、東宝）
- 金さん捕物帳 謎の人形師（1953年、東宝） - 松葉屋の女将
- 坊っちゃん（1953年、東京映画） - 山嵐の妻
- 天晴れ一番手柄 青春銭形平次（1953年、東宝） - 女髪結
- ママの日記（1954年、東宝） - 横田夫人
- 芸者小夏（1954年、東宝） - 結髪
- わたしの凡てを（1954年、東宝） - 田村デザイナー
- 女性に関する十二章（1954年、東宝）
- 顔役無用 男性 No.1（1955年、東宝） - お篠
- 麦笛（1955年、東宝） - 劇場の女
- 赤いカンナの花咲けば（1955年、東宝） - 白木トメ
- 夫婦善哉（1955年、東宝） - 薬屋のお内儀さん
- 帰って来た若旦那（1955年、東宝） - つるの屋の女将・お勝
- 朝霧（1955年、東宝） - 喜美乃家の女将
- 幸福はあの星の下に（1956年、東宝） - 別の芸者
- 初恋チャッチャ娘（1956年、東宝） - 小山たつ
- 見事な娘（1956年、東宝） - 近所の細君
- 愛情の決算（1956年、東宝） - 八重子の母
- 大暴れチャッチャ娘（1956年、東宝） - 女曲師
- 鬼火（1956年、東宝） - 水原の妻
- ある女の場合（1956年、東宝） - 松本
- 婚約指輪（1956年、東宝）
- 大番（1957年、東宝） - 妻
- 目白三平物語 うちの女房（1957年、東宝） - 旅館の女主人
- 別れの茶摘歌（1957年、東宝） - 井上静子
  - 別れの茶摘歌 お姉さんと呼んだ人（1957年、東宝） - 井上静子
- 森繁の僕は美容師（1957年、東宝） - 山根老夫人
- 智惠子抄（1957年、東宝）
- 青い山脈 新子の巻（1957年、東宝） - 弥生のお内儀
- 地球防衛軍（1957年、東宝） - 江津子の母[5][1]
- 恋は異なもの味なもの（1958年、東宝） - 女医
- 若い獣（1958年、東宝） - 由美の母親
- 続々サラリーマン出世太閤記（1958年、東宝） - Aの妻
- 人生劇場 青春篇（1958年、東宝） - 烏森待合の女中
- サザエさんの結婚（1959年、東宝）
- 狐と狸（1959年、東宝） - 夫人
- 社員無頼 反撃篇(1959)
- 新・三等重役（1959年、東宝） - 母・しげ
  - 新・三等重役 亭主教育の巻（1960年、東宝） - 夫人
- 上役・下役・ご同役（1959年、東宝） - 中村シゲ
- 現代サラリーマン 恋愛武士道（1960年、東宝） - 中年の婦人客
- 僕は独身社員（1960年、東宝） - 遠山文子
- 夜の流れ（1960年、東宝）
- 愛のうず潮（1962年、東宝）
- 日本一の若大将（1962年、東宝） - 井上の母
- 僕たちの失敗（1962年、東宝） - 夫人
- 女に強くなる工夫の数々（1963年、東宝） - 審査員A女史
- クレージー作戦 先手必勝（1963年、東宝） - 団地の夫人
- 妻という名の女たち（1963年、東宝） - 霜川香苗
- 林檎の花咲く町（1963年、東宝） - 篠原規子
- 江分利満氏の優雅な生活（1963年、東宝） - 中年の婦人
- こんにちは赤ちゃん（1964年、東宝） - 藤子の母
- ホラ吹き太閤記（1964年、東宝） - 駿府城の老女
- 肉体の学校（1965年、東宝） - 夫人
- 3匹の狸（1966年、東宝） - 料亭の女将
- パンチ野郎（1966年、東宝） - 和田の母
- 落語野郎 大泥棒（1967年、東宝） - 刀屋の女房
- 続・社長繁盛記（1968年、東宝） - 柿島勝子